# Henry Braddon
Pour les articles homonymes, voir Braddon.

a Compétitions nationales et continentales officielles uniquement.

b Matchs officiels uniquement.
Henry Yule Braddon (Calcuta, 27 avril 1863 - Sydney, 7 septembre 1955) est un joueur de rugby à XV qui a joué dans l'équipe d'Otago Rugby Football Union, pour la New South Wales Rugby Union et dans l'équipe des All Blacks, évoluant au poste d'arrière. 

## Biographie
Il est le fils d'un Premier ministre de Tasmanie, Sir Edward Braddon. Né à Calcutta, il déménage à Invercargill en 1882, à la suite du transfert de la Banque d'Australasie.
Il a été sélectionné pour la tournée en Australie des All Blacks de 1884, jouant 7 des 8 matchs, mais ne marquant aucun point. Braddon jouera plus tard de 1888 à 1892 pour la Nouvelle-Galles du Sud.
Il eut ensuite une carrière commerciale et politique en Australie, travaillant pour Dalgetys et représentant l'Australie aux États-Unis. Il a été fait Chevalier commandeur de l'Ordre de l'Empire britannique (KBE) en 1920.